# Melanagromyza regalis
Melanagromyza regalis este o specie de muște din genul Melanagromyza, familia Agromyzidae, descrisă de Spencer în anul 1973.
Este endemică în Dominica. Conform Catalogue of Life specia Melanagromyza regalis nu are subspecii cunoscute.